# Pèl
|  | No s'ha de confondre amb Pelatge. |

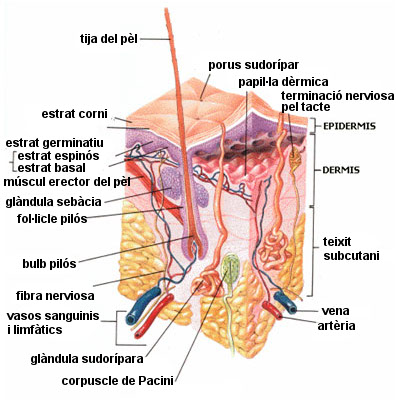
Capes de la pell: epidermis, derma i teixit subcutani, mostrant un fol·licle pilós, una glàndula sudorípara i una glàndula sebàcia.

El pèl (també dit cabell pres individualment, i cabells quan cobreix el cap dels humans) és una estructura que apareix a la pell dels animals vertebrats mamífers. És format per restes de cossos cel·lulars amb un alt contingut de la proteïna queratina. En les plantes també s'anomenen pèls als tricomes, per bé que són formats per cel·lulosa i no tenen res a veure amb els pèls animals. En els mamífers no humans, la totalitat de pèls s'anomena pelatge i en les plantes indument.
Quan un pèl s'inclina naturalment en una direcció es fa servir la frase a pèl i el contrari a repèl o a contrapèl.
Quan una persona comença de tenir cabells grisos o blancs barrejats amb la color, hom parla de sal i pebre.
La funció del pèl i el cabell en humans ha estat durant molt de temps un tema d'interès i continua sent un tema important en la societat, la biologia del desenvolupament i la medicina. De tots els mamífers, els humans tenen la fase de creixement pel cabell més llarga en comparació amb la fase pel pèl. Durant segles, els humans han donat importància a l'estètica al pentinat i sovint s'utilitza per comunicar normes socials o culturals. A més del seu paper a l'hora de definir l'aspecte humà, el cabell també proporciona protecció dels raigs solars UV i és un aïllant contra les temperatures extremes de calor i fred.

## Descripció

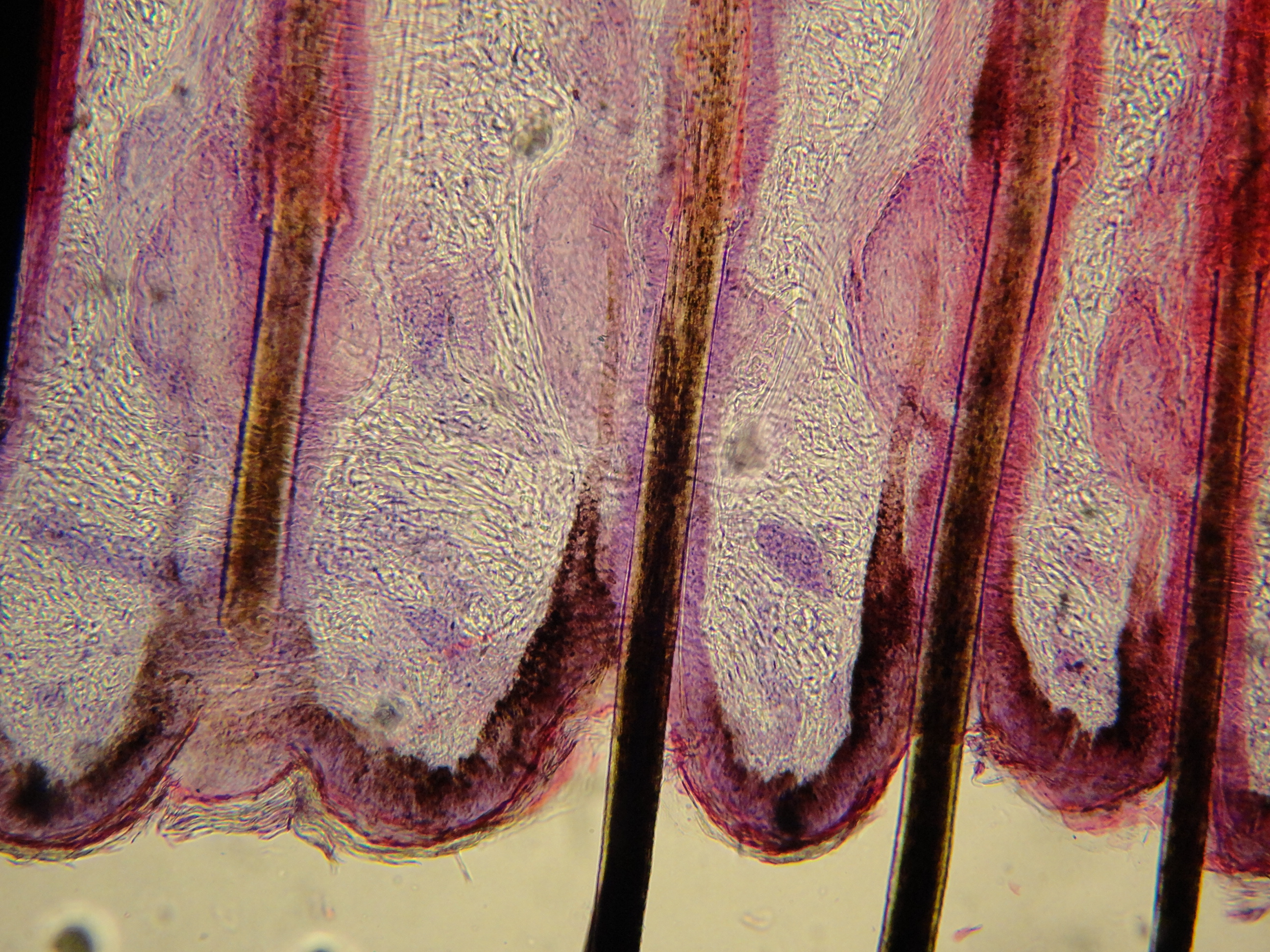
Fol·licle pilós de Felidae.

Cada fil de cabell està format per la medul·la, l'escorça i la cutícula. La regió més interna, la medul·la, és una regió oberta i no estructurada que no sempre hi és. L' escorça altament estructural i organitzada, o la segona de les tres capes del cabell, és la font principal de resistència mecànica i absorció d'aigua. L'escorça conté melanina, que acoloreix la fibra en funció del nombre, distribució i tipus de grànuls de melanina. La forma del fol·licle determina la forma de l'escorça, i la forma de la fibra està relacionada amb si el cabell és llis o arrissat. Les persones amb el cabell llis tenen fibres de cabell rodones. Les fibres ovalades i d'altres formes són generalment més arrissades. La cutícula és la coberta exterior. La seva complexa estructura llisca a mesura que el cabell s'infla i està cobert d'una única capa molecular de lípids que fa que el cabell repel·li l'aigua. El diàmetre del cabell humà varia de 0,017 a 0,018 mil·límetres. Hi ha aproximadament dos milions de glàndules tubulars i sudorípares petites que produeixen fluids aquosos que refreden el cos per evaporació. Les glàndules a l'obertura del cabell produeixen una secreció grassa que lubrica el cabell.
El creixement del cabell comença dins del fol·licle pilós. L'única part "viva" del cabell es troba al fol·licle. El pèl que és visible és el tall del cabell, que no presenta cap activitat bioquímica i es considera "mort". La base de l'arrel del cabell (el "bulb") conté les cèl·lules que produeixen el tall del cabell. Altres estructures del fol·licle pilós inclouen la glàndula sebàcia productora d'oli que lubrica el cabell i els músculs, que són els responsables de fer que els cabells s'aixequin. En humans amb poc pèl corporal, l'efecte dona lloc a l'efecte que s'anomena pell de gallina.

### Arrel del cabell
L'arrel del cabell acaba en un engrandiment, el bulb pilós, que és de color més blanc i de textura més suau que el tall i s'allotja en una involució fol·licular de l'epidermis anomenada fol·licle pilós. El bulb del cabell està format per teixit connectiu fibrós, membrana vidriada, beina de l'arrel externa, beina interna de l'arrel composta per estrat epiteli (capa de Henle) i estrat granular (capa de Huxley), cutícula, còrtex i medul·la.

### Color natural

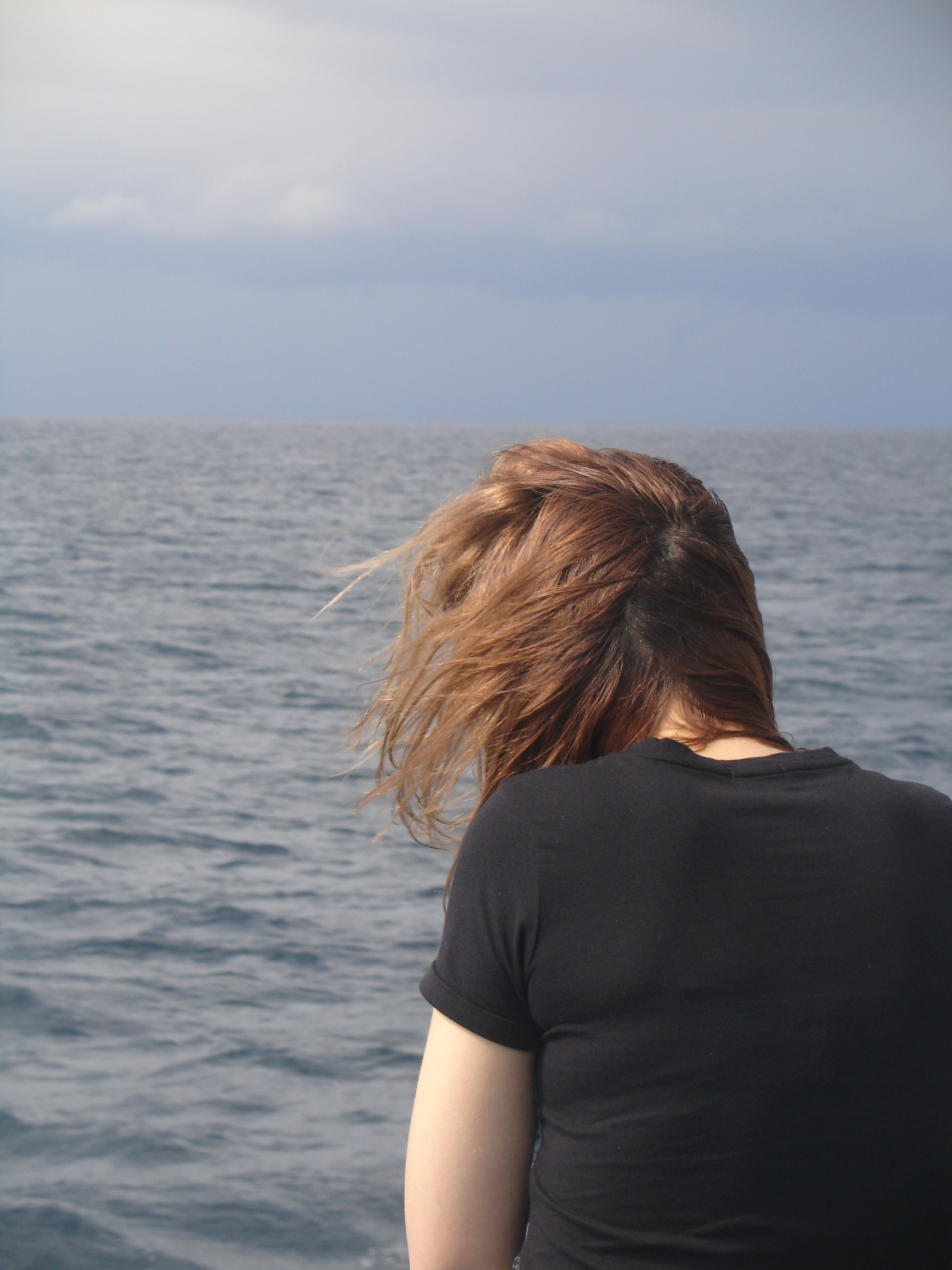
Una dona amb els cabells rossos foscs. El color basal apareix marró a causa dels nivells més elevats d'eumelanina marró.

Tots els colors naturals del cabell són el resultat de dos tipus de pigments de cabell. Tots dos pigments són tipus de melanina, produïts dins del fol·licle pilós i empaquetats en grànuls que es troben a les fibres. L'eumelanina és el pigment dominant en els cabells castanys i negres, mentre que la feomelanina és dominant en els cabells pèl-roig. El cabell ros és el resultat de tenir poca pigmentació al fil del cabell. Els cabells grisos es produeixen quan la producció de melanina disminueix o s'atura, mentre que la poliosi és el cabell blanc (i sovint la pell a la qual s'adhereix el cabell), normalment en punts que mai van posseir melanina, o van cessar per raons naturals, generalment genètiques, en els primers anys de vida.

### Creixement del cabell humà
El pèl creix a tot arreu del cos extern excepte a les membranes mucoses i la pell glabra, com la que es troba als palmells de les mans, la planta dels peus i els llavis.
El cabell segueix un cicle de creixement específic amb tres fases diferents i concurrents: fases anàgena, catàgena i telògena; tots tres es produeixen simultàniament a tot el cos. Cadascun té unes característiques específiques que determinen la longitud del cabell.
El cos té diferents tipus de pèl, inclòs pèl androgènic, amb el seu propi tipus de construcció cel·lular. La diferent construcció confereix al cabell unes característiques úniques, amb finalitats específiques, principalment, calidesa i protecció.

### Textura

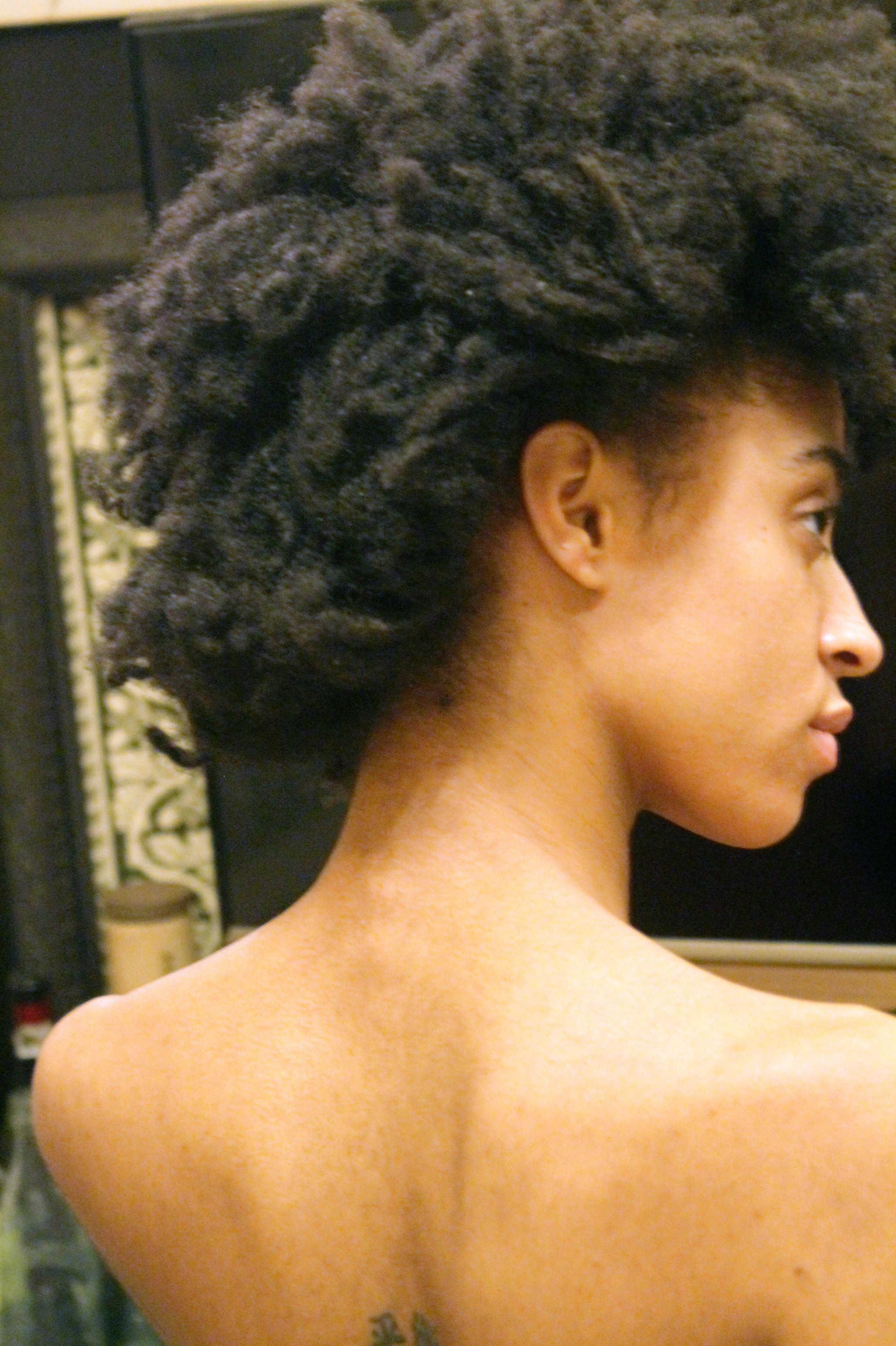
Tipus de cabell 4c

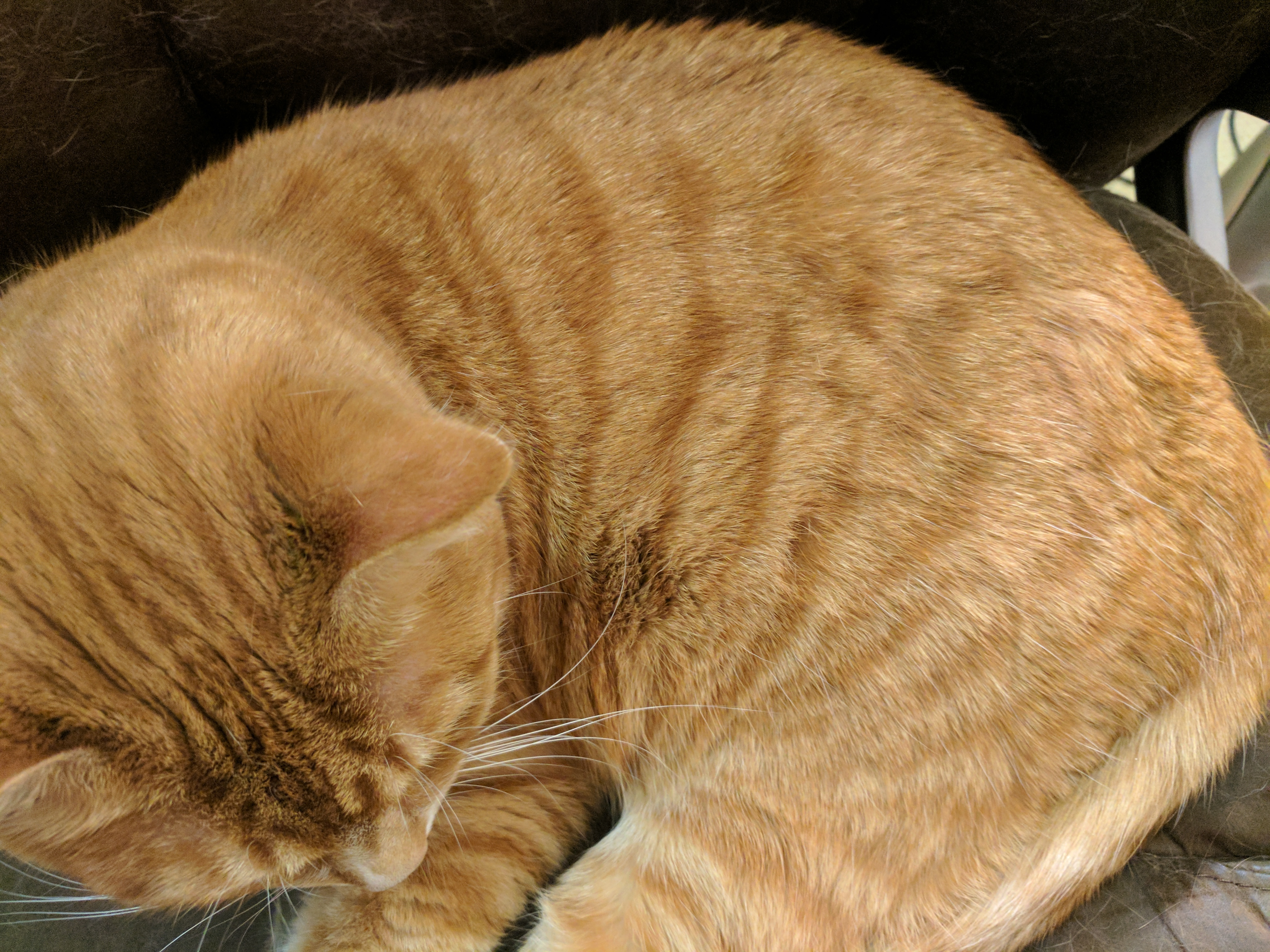
Gat americà de pèl curt.

El cabell existeix en textures variables. Hi ha tres aspectes principals de la textura del cabell que són el patró de rínxols, el volum i la consistència. Tots els cabells dels mamífers es componen de queratina, de manera que la composició dels fol·licles pilosos no és la font de diferents patrons de cabell. Hi ha una sèrie de teories relacionades amb els patrons de rínxols del cabell. Els científics han arribat a creure que la forma de l'eix del cabell té un efecte sobre l'arrissament del cabell de l'individu. Un eix molt rodó permet que hi hagi menys enllaços disulfur al fil del cabell. Això vol dir que els enllaços presents estan directament en línia entre si, el que comporta un cabell llis.
Com més pla es torna el cabell, més arrissat es fa, perquè la forma permet que es compactin més cisteïnes, donant lloc a una forma doblegada que, amb cada enllaç disulfur addicional, es torna més arrissada. Com que la forma del fol·licle pilós determina el patró del rínxol, la mida del fol·licle pilós determina el gruix. Mentre la circumferència del fol·licle pilós s'expandeix, també ho fa el gruix del fol·licle pilós. El volum del cabell d'una persona, com a resultat, pot ser prim, normal o gruixut. La consistència del cabell gairebé sempre es pot agrupar en tres categories: fi, mitjà i gruixut. Aquest tret ve determinat pel volum del fol·licle pilós i l'estat del fil. El cabell fi té la circumferència més petita, el cabell gruixut té la circumferència més gran i el cabell mitjà es troba entre els altres dos. El cabell gruixut té una cutícula més oberta que el cabell prim o mitjà, el que fa que sigui el més porós.
Hi ha diversos sistemes utilitzats per classificar els cabells. Conèixer el tipus de cabell d'una persona és un bon començament per saber com cuidar-se. No hi ha un sol mètode per descobrir el propi tipus de cabell. A més, és possible, i molt normal, tenir més d'un tipus de cabell, per exemple tenir una barreja de rínxols tipus 3a i 3b.

#### Classificació Andre Walker
El sistema Andre Walker és el sistema més utilitzat per classificar el cabell. Va ser creat pel perruquer d'Oprah Winfrey, Andre Walker. Estableix quatre tipus de cabells: llis, ondulat, arrissat, crepus.
- El tipus 1 és el cabell llis, que reflecteix el cabell més brillant i també el més resistent de tots els tipus de cabell. És difícil de danyar i molt difícil arrissar aquesta textura del cabell. Com que el sèu s'estén fàcilment des de la base dels cabells fins a les puntes sense rínxols per interrompre el seu camí, és la textura del cabell més greixosa de totes.
- El tipus 2 és el cabell ondulat, la textura i la brillantor del qual oscil·len entre els cabells llis i arrissat. El cabell ondulat també és més probable que es torni encrespat que el cabell llis. Tot i que les ones tipus A poden alternar fàcilment entre estils rectes i arrissats, els cabells ondulats tipus B i C són resistents al pentinat.
- El tipus 3 és el cabell arrissat conegut per tenir forma de S. La manca d'una cura adequada provoca rínxols menys definits.
- El tipus 4 és un cabell amb textura afro, que presenta un patró de rínxols ben enrotllats (o cap patró de rínxols perceptible) que sovint és fràgil amb una densitat molt alta. Aquest tipus de cabell s'encongeix quan està mullat i com que té menys capes de cutícules que altres tipus de cabell és més susceptible a danys.

| Tipus 1: Recte    | Tipus 1: Recte    | Tipus 1: Recte |
| ----------------- | ----------------- | --- |
| 1a                | Recte (Fi/Prim)   | Els cabells acostumen a ser molt suaus, prims, brillants, greixos, pobres per mantenir els rínxols, difícils de fer malbé. |
| 1b                | Recte (mitjà)     | Cabells caracteritzats per volum i cos.                                                                                    |
| 1c                | Recte (gruixut)   | Els cabells acostumen a ser llisos, gruixuts i difícils d'arrissar.                                                        |
| Tipus 2: ondulat  |                   | |
| 2a                | Ondulat (Fi/Prim) | El cabell té un patró definit en "S", es pot allisar o arrissar fàcilment, generalment receptiu a una varietat d'estils.   |
| 2b                | Ondulat (mitjà)   | Pot tendir a ser encrespat i una mica resistent a l'estil.                                                                 |
| 2c                | Ondulat (gruixut) | Bastant gruixut, encrespat o molt encrespat amb ones més gruixudes.                                                        |
| Tipus 3: Arrissat |                   | |
| 3a                | Arrissat (solt)   | Presenta un patró definit en "S", tendeix a combinar gruix, volum i/o encrespament.                                        |
| 3b                | Arrissat (estret) | Presenta un patró definit en "S", rínxols que van des d'espirals fins a llevataps en forma d'espiral                       |
| Tipus 4: Afro     |                   | |
| 4a                | Kinky (suau)      | El cabell acostuma a ser molt filat i fràgil, ben enrotllat i pot presentar un patró arrissat.                             |
| 4b                | Kinky (dur)       | Com a 4a però amb un patró de rínxols menys definit, sembla més una "Z" amb angles aguts                                   |

#### Classificació sistema FIA
Aquest és un mètode que classifica els cabells segons el patró de rínxols, el gruix del cabell i el seu volum.
| Arrissat      | Arrissat | Arrissat |
| ------------- | --- | --- |
| Recte         | | |
| 1a            | Pal recte. | Pal recte. |
| 1b            | Recte però amb una lleugera ona corporal que afegeix una mica de volum. | Recte però amb una lleugera ona corporal que afegeix una mica de volum. |
| 1c            | Recte amb ones corporals i una o dues ones S visibles (p. ex. al clatell). | Recte amb ones corporals i una o dues ones S visibles (p. ex. al clatell). |
| Ondulat       | | |
| 2a            | Solta amb ones S estirades a tot arreu. | Solta amb ones S estirades a tot arreu. |
| 2b            | Més curt amb ones S més diferents (semblant, per exemple, als cabells humits trenats). | Més curt amb ones S més diferents (semblant, per exemple, als cabells humits trenats). |
| 2c            | Ones S distintes, algun curling en espiral. | Ones S distintes, algun curling en espiral. |
| Arrissat      | | |
| 3a            | Rínxols espirals grans i solts. | Rínxols espirals grans i solts. |
| 3b            | Anillos inflables. | Anillos inflables. |
| 3c            | Llavataps ajustats. | Llavataps ajustats. |
| Molt arrissat | | |
| 4a            | Rínxols en S ben enrotllats. | Rínxols en S ben enrotllats. |
| 4b            | Patró en Z (fortament enrotllat, amb un angle pronunciat) | Patró en Z (fortament enrotllat, amb un angle pronunciat) |
| 4c            | Majoritàriament amb un patró en Z (molt doblegat, menys definició) | Majoritàriament amb un patró en Z (molt doblegat, menys definició) |
| Fils          | | |
| F             | Bé Fils prims que de vegades són gairebé translúcids quan es sostenen a la llum.Els fils del cobert pot ser difícil de veure fins i tot amb un fons contrastant.El cabell fi és difícil de sentir o se sent com un fil de seda ultra fi. | Bé Fils prims que de vegades són gairebé translúcids quan es sostenen a la llum.Els fils del cobert pot ser difícil de veure fins i tot amb un fons contrastant.El cabell fi és difícil de sentir o se sent com un fil de seda ultra fi. |
| M             | Mitjans Els fils no són ni fins ni gruixuts.El cabell mitjà sembla un fil de cotó, però no és rígid ni aspre.No és ni fi ni gruixut. | Mitjans Els fils no són ni fins ni gruixuts.El cabell mitjà sembla un fil de cotó, però no és rígid ni aspre.No és ni fi ni gruixut. |
| C             | Gruixuts Fils gruixuts els fils de les quals s'acostumen a identificar fàcilment.Els cabells gruixuts se senten durs i filats. | Gruixuts Fils gruixuts els fils de les quals s'acostumen a identificar fàcilment.Els cabells gruixuts se senten durs i filats. |
| Volum         | | |
| i             | Prim Circumferència de la cua de cavall de cabell complet inferior a 5 centímetres. | Prim Circumferència de la cua de cavall de cabell complet inferior a 5 centímetres. |
| ii            | Normal De 5 a 10 centímetres. | Normal De 5 a 10 centímetres. |
| iii           | Espès Més de 10 centímetres. | Espès Més de 10 centímetres. |

## Funcions
Molts mamífers tenen pelatge i altres tipus de pèls que compleixen diferents funcions. El pèl proporciona regulació tèrmica i camuflatge per a molts animals; per a altres permet fer senyals a altres animals per a mostrar advertències, aparellament o altres mostres comunicatives; i per a alguns animals el pèl proporciona funcions defensives i, rarament, fins i tot protecció ofensiva. El cabell també té una funció sensorial, estenent el sentit del tacte més enllà de la superfície de la pell.

### Calidesa

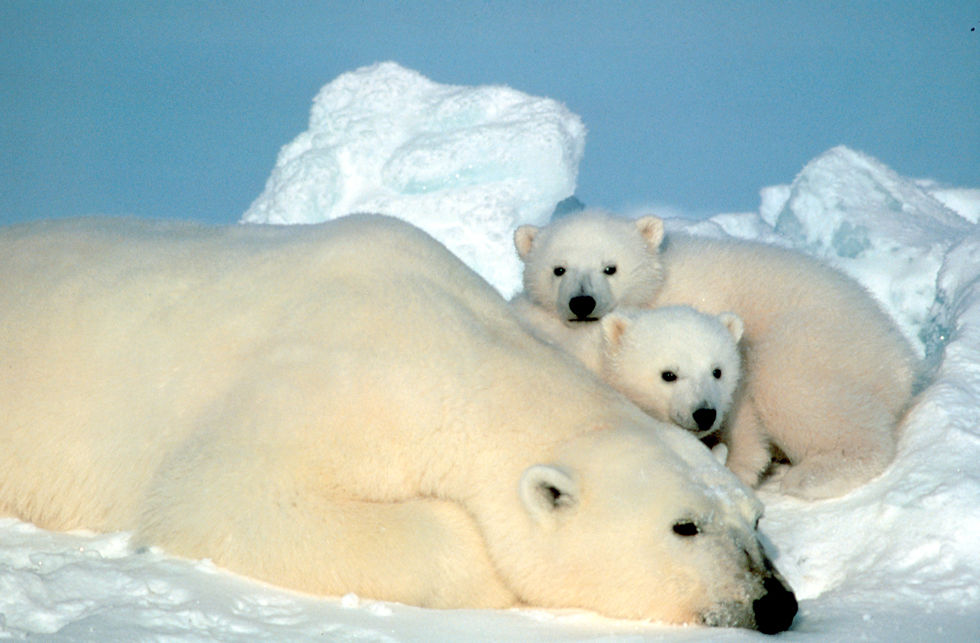
Els ossos polars utilitzen la seva pell per escalfar-se i, mentre que la seva pell és negra, la seva pell exterior sembla blanca i permet el camuflatge mentre cacen a més de servir de protecció per amagar els cadells a la neu.

Tot i que els humans han desenvolupat roba i altres mitjans per mantenir l'escalfor, el cabell que es troba al cap serveix principalment com a font d'aïllament tèrmic i refredament així com de protecció contra l'exposició a la radiació ultraviolada. Es debat la funció del cabell en altres parts del cos. Encara calen barrets i abrics mentre es fan activitats a l'aire lliure en temps fred per evitar les congelacions i la hipotèrmia, però el pèl del cos humà ajuda a mantenir la temperatura interna regulada. Quan el cos està massa fred, els músculs que es troben units als fol·licles pilosos s'aixequen, fent que el pèl d'aquests fol·licles faci el mateix. Aquests pèls formen llavors una capa que atrapa la calor per sobre de l'epidermis. Aquest procés s'anomena formalment piloerection, deriva de les paraules llatines 'pilus' ('cabell') i 'erectio' ('aixecar-se'), però més comunament es coneix com a tenir la pell de gallina. Això és més eficaç en altres mamífers el pelatge dels quals s'enfila per crear bosses d'aire entre els pèls que aïllen el cos del fred. Les accions contràries es produeixen quan el cos està massa calent; els músculs rectors fan que el pèl quedi pla sobre la pell, la qual cosa permet que la calor surti.

### Protecció
En alguns mamífers, com els eriçons i els porcs espins, els pèls s'han modificat en espines dures o plomes a través de l'evolució. Aquests estan coberts amb plaques gruixudes de queratina i serveixen de protecció contra els depredadors. Els cabells gruixuts com el de la crinera del lleó i la pell de l'os gris ofereixen certa protecció contra danys físics com ara mossegades i rascades.

### Sentit tàctil
Els receptors nerviosos del fol·licle pilós i els receptors nerviosos de la pell detecten el desplaçament i la vibració dels eixos del cabell. Els pèls poden sentir els moviments de l'aire i també el tacte d'objectes físics i proporcionen consciència sensorial de la presència d'ectoparàsits. Alguns pèls, com els de les pestanyes, són especialment sensibles a la presència de matèria potencialment nociva.

#### Celles i pestanyes

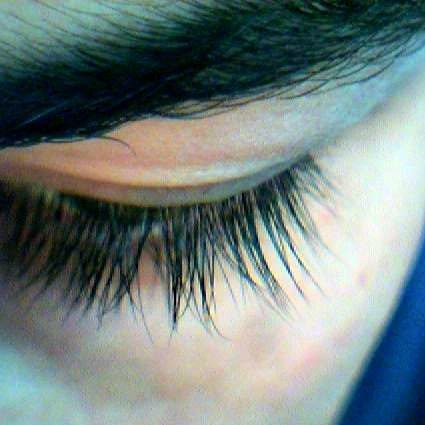
Les pestanyes i les celles ajuden a protegir els ulls de la pols, la brutícia i la suor.

Les celles serveixen per protegir els ulls de la brutícia, la suor i la pluja. També tenen un paper clau en la comunicació no verbal mostrant emocions com ara tristesa, ràbia, sorpresa i emoció. En molts altres mamífers, contenen pèls molt més llargs, semblants a bigotis, que actuen com a sensors tàctils.
La pestanya creix a les vores de la parpella i protegeix l'ull de la brutícia. La pestanya és per als humans, camells, cavalls, estruços, etc., similar al que el que els bigotis són per als gats; s'utilitzen per detectar quan la brutícia, la pols o qualsevol altre objecte potencialment nociu està massa a prop dels ulls. L'ull es tanca reflexivament de manera immediata com a resultat d'aquesta sensació.

## Composició

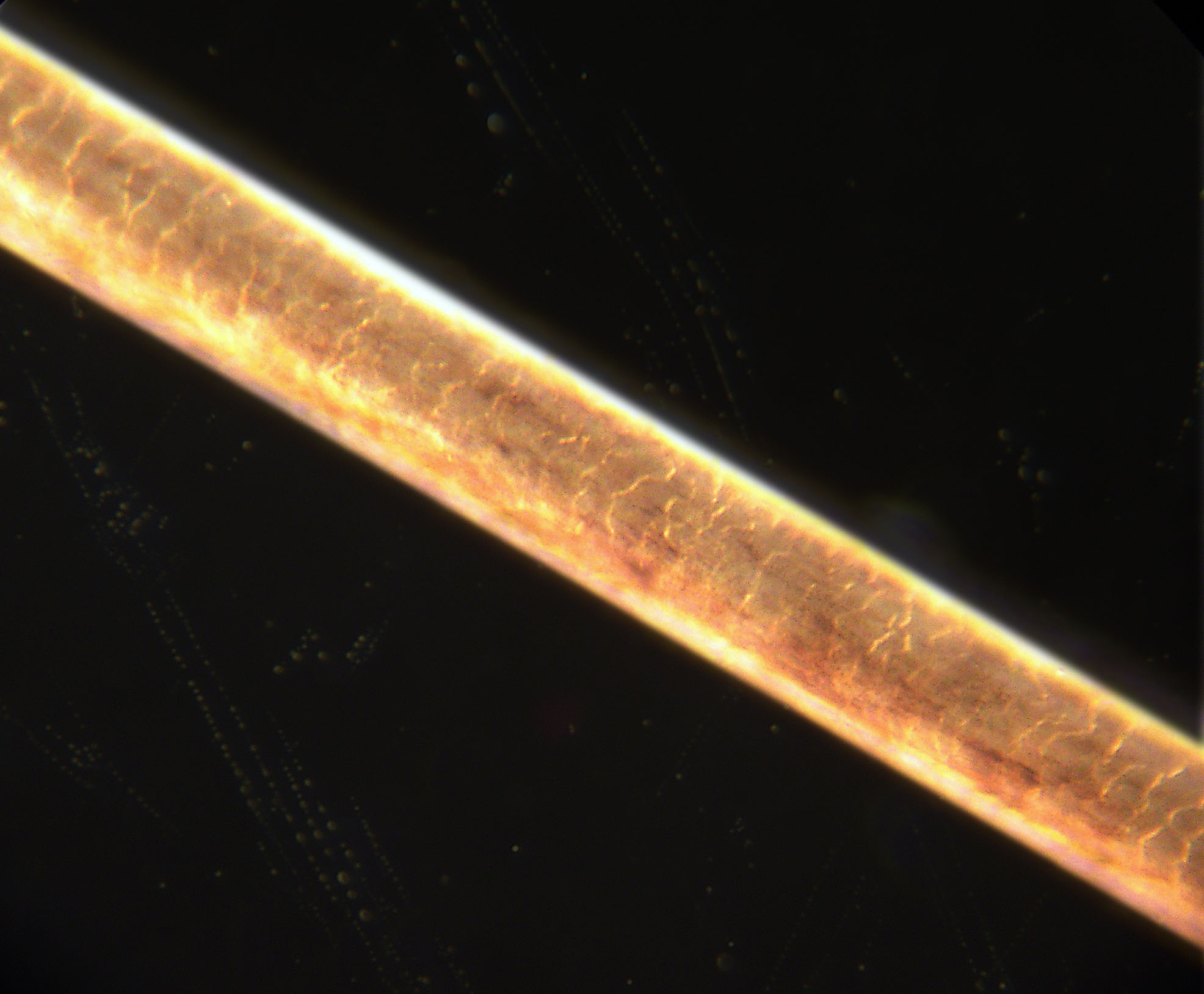
Pèl humà ampliat 200 cops.

El cabell és format aproximadament de 80% de ceratina mentre que en el 20% restant hi trobem lípids, aigua, pigments, sals minerals i oligoelements. La ceratina, com que es tracta d'una proteïna, s'ha anat formant amb lligams amídics o peptídics.
Aquests enllaços són els més forts i solament es trenquen amb l'aplicació de pH extrem, és a dir, pH<2 i pH>12 o bé malmetent l'estructura del cabell, com per exemple tallant-lo, cremant-lo... A més a més, l'aminoàcid que es repeteix més vegades en l'estructura de la ceratina és la cisteïna, que conté sofre en la seva pròpia estructura. Doncs, és normal que al llarg de la cadena α-ceratina es puguin anar formant lligams o ponts disulfur.
Aquests lligams són més febles que els amídics i es trenquen amb substàncies reductores com tiols, sulfits, les quals es troben en líquids de permanents o depilatoris químics. L'acció reductora d'aquesta productes fa possible aquesta mena de canvis de manera permanent. Endemés, aplicant petits canvis de pH es poden trencar els ponts salins que es formen entre àtoms de la ceratina que s'han carregat positivament o negativament, o les dues coses. També hi ha els ponts d'hidrogen, que es trenquen de manera molt fàcil quan es mullen els cabells.

### Llista de lligams
- Lligam amídic o peptídic			{\displaystyle O=C-NH\,} (entre aminoàcids contigus)

- Lligam disulfur 		 {\displaystyle -S-S-\,}

- Ponts salins 					{\displaystyle H_{3}N^{+}---^{-}OOC\,}

- Ponts Hidrogen 				{\displaystyle C=O---H\,}

## Cicle vital d'un cabell
El cabell no creix de manera indefinida, sinó que manté un creixement cíclic anomenat cicle pilós. Aquest cicle resta sempre actiu perquè cada pèl està en la seva pròpia fase independentment dels que l'envolten. En un cicle capil·lar normal, el pèl creix, es desenvolupa i cau donant lloc a un nou pèl. Cada fol·licle està preparat per a dur a terme uns 25 cicles d’entre 4 i 5 anys cadascun.
- Fase anàgena o anagen: Fase en la qual es troben el 90% dels cabells.[19] El pèl va aferrat a la papil·la, neix i creix. Dura entre 2 i 8 anys, encara que ocasionalment és pot tenir un cicle molt més llarg. La forma del fol·licle en aquesta fase és similar a la d'una ceba, més ampla a la base que a la tija. El pèl creix sense parar a causa del fet que les cèl·lules de la matriu del fol·licle es divideixen per mitosi constantment.

- Fase catàgena o catagen: És una fase de transició. S'estén unes 3 setmanes, durant les quals el creixement s'atura i se separa de la papil·la, la qual cosa atura l'activitat de les cèl·lules de la matriu, fins i tot els melanòcits. El bulb pren un aspecte cilíndric.

- Fase telògena o telogen: És la fase del descans i de caiguda de cabells, dura uns 3 mesos. En aquesta fase, i en la catàgena, es troben el 10% dels cabells. Durant aquest període, la papil·la està en repòs i si no rep nutrients, l'arrel capil·lar existent es contreu, deixant espai per a nous cabells dins el fol·licle.

| Tipus de pèl       | Durada de la fase anàgena     |
| ------------------ | ----------------------------- |
| Cabell             | 2-5 anys (730-2920 dies)      |
| Barba              | 1 any (365 dies)              |
| Borrissol corporal | 13 -15 setmanes (91-105 dies) |
| Celles             | 1 mes (30 dies)               |
| Mostatxo           | 4-14 setmanes (28-98 dies)    |

La duració de la fase anàgena en diferents tipus de pèl

## Evolució
El pèl va néixer als sinàpsids, però el primer fòssil conservat amb restes és el de Castorocauda lutrasimilis, fa uns 220 milions d'anys. El pèl servia com a protecció i també com a avís sensorial, ja que estava connectat amb els nervis. Els animals van desenvolupar pelatges cada cop més sofisticats, tot i que en moltes espècies hi ha parts del cos sense pèl.
Els homínids tenien pèl corporal i els humans moderns el van perdre en gran part perquè la genètica de l'evolució humana va inhibir l'acció dels productors de queratina. Menys pèl indicava menys paràsits i, per tant, el tret va predominar en la descendència.